# Dunfermline Athletic FC
Dunfermline Athletic, sau simplu Dunfermline, este un club de fotbal din Dunfermline, Scoția ce evoluează în Prima Ligă Scoțiană.